# Stefano Pioli
Stefano Pioli (* 20. Oktober 1965 in Parma) ist ein italienischer ehemaliger Fußballspieler und heutiger -trainer.
Seit Juli 2025 ist er erneut der Cheftrainer der AC Florenz. Zuvor war Pioli unter anderem bei der AC Mailand tätig, wo er die erfolgreichste Zeit seiner Trainerkarriere erlebte. Mit den Mailändern gewann Pioli 2022 die italienische Meisterschaft und wurde anschließend zu Italiens Fußballtrainer des Jahres ausgezeichnet. Außerdem trainierte er unter anderem den Stadtrivalen Inter Mailand und Lazio Rom. Für die AC Florenz absolvierte er die meisten Pflichtspiele seiner Spielerkarriere, während er mit Juventus Turin sowohl die Meisterschaft als auch den Europapokal der Landesmeister gewinnen konnte.

## Spielerkarriere
Pioli begann seine Fußballkarriere in seiner Heimatstadt Parma und spielte schon seit der Jugend für die dort ansässige AC Parma. 1982 wurde er in die Profimannschaft berufen, die damals in der Serie C spielte. Dort spielte er bis 1984 und feierte in seiner letzten Saison unter Trainer Marino Perani den Aufstieg in die Serie B.
Im Sommer 1984 wurde Pioli vom amtierenden italienischen Meister Juventus Turin verpflichtet. Die erste Saison mit Juventus verlief sehr erfolgreich. Zwar wurde das Team nur Sechster in der Serie A, gewann aber unter Trainer Giovanni Trapattoni den Europapokal der Landesmeister. In der folgenden Saison wurde Pioli mit Juventus Meister und gewann den Weltpokal. Nachdem er sich bei der Juve in drei Jahren nicht als Stammspieler hatte etablieren können, wechselte Pioli am Ende der Spielzeit 1986/97 zum Ligakonkurrenten Hellas Verona. Dort gehörte er 1988/89 unter Osvaldo Bagnoli zur Stammformation und entging mit dem Klub knapp dem Abstieg in die Serie B.
Zur Saison 1989/90 ging Pioli zur AC Florenz, mit der er in der ersten Saison unter dem Trainerneuling Francesco Graziani das UEFA-Cup-Finale erreichte, das man gegen seinen ehemaligen Verein Juventus Turin verlor. In den nächsten Jahren versank Florenz im Mittelmaß und stieg am Ende der Saison 1992/93 in die Serie B ab, erreichte aber 1993/94 den sofortigen Wiederaufstieg.
1995 wechselte Pioli zum Serie-A-Aufsteiger Calcio Padova, den er nach wettbewerbsübergreifend nur fünf Einsätzen und dem Abstieg 1995/96 in die Serie B im Laufe der Saison 1996/97 verließ, um sich der US Pistoiese und später der US Fiorenzuola in der Serie C anzuschließen. Seine Spielerlaufbahn beendete Pioli am Ende der Saison 1998/99, in der er bei Colorno Calcio in der Eccellenza Emilia-Romagna verbracht hatte.

### Erfolge
Juventus Turin
- Italienische Meisterschaft: 1985/86
- Europapokal der Landesmeister: 1984/85
- Weltpokal: 1985

## Trainerkarriere
Ein Jahr nachdem Stefano Pioli seine Spielerkarriere beendet hatte, wurde er Jugendtrainer beim FC Bologna. Von dort wechselte er nach drei Jahren zu Chievo Verona, wo er ein Jahr lang ebenfalls als Jugendtrainer arbeitete. 2003 ging er als Trainer in die Serie B zu Salernitana Calcio. Nach einer eher schwachen Saison 2003/04, die er mit Salernitana auf Rang 17 von 24 Mannschaften abschloss, wechselte Pioli zum FC Modena, der ebenfalls in der Serie B spielte. In Modena blieb er zwei Jahre, aber schaffte nicht den erhofften Wiederaufstieg in die Serie A. Pioli selbst gelang zur Saison 2006/07 der Sprung in die Serie A – er heuerte bei seinem Jugendverein FC Parma an. Im UEFA-Pokal gelang ihm mit Parma der Sprung in die Runde der letzten 32, in der Serie A hingegen blieb man erfolglos. Nach der 0:3-Niederlage bei der AS Rom und Rang 18 am 23. Spieltag wurde Pioli durch Claudio Ranieri ersetzt.
Nachdem er in Parma entlassen worden war, ging Pioli zur Saison 2007/08 zum Serie-B-Aufsteiger US Grosseto, den er mit Rang 13 in sicherte Tabellenmittelfeld führte. Zur Spielzeit 2008/09 wechselte Pioli innerhalb der Liga zu Piacenza Calcio. Nachdem er Piacenza auf den zehnten Platz geführt hatte, wechselte er erneut innerhalb der Liga zur US Sassuolo Calcio. Diese führte er 2009/10 auf den vierten Platz und verpasste nach einer 2:3-Niederlage in den Aufstiegsplay-offs gegen den FC Turin den Aufstieg ins Oberhaus. Am 10. Juni 2010 wurde Pioli zum Cheftrainer des Serie-A-Klubs Chievo Verona ernannt.
Die Saison 2010/11 schloss Pioli mit Verona auf Rang elf ab, dennoch wurde er bereits im Juni 2011 wurde er als Trainer des Ligakonkurrenten US Palermo der Saison 2011/12 vorgestellt. Bei den Sizilianern unterschrieb Pioli einen Zweijahresvertrag mit Option auf ein drittes Jahr. Nachdem Pioli mit Palermo in der 3. Qualifikationsrunde für die Europa League mit 3:3 im Gesamtergebnis aufgrund der Auswärtstorregel am FC Thun gescheitert war, wurde bereits er am 31. August 2011 – noch vor dem ersten Ligaspiel – entlassen.
Im Oktober 2011 kehrte Stefano Pioli als Nachfolger des entlassenen Pierpaolo Bisoli zum FC Bologna zurück, bei dem er bereits von 1999 bis 2002 als Jugendtrainer gearbeitet hat. Er führte an Klub vom letzten Tabellenplatz auf Abschlussrang neun der Serie A 2011/12 und erreichte in der folgenden Spielzeit Rang zwölf mit den Rossoblu. Am 7. Januar 2014 wurde Pioli nach einer 0:2-Niederlage bei Catania Calcio und Rang 17 in der Serie A entlassen.
Am 1. Juli 2014 übernahm Pioli den Cheftrainerposten bei Lazio Rom. Er führte den Hauptstadtklub in der Serie A auf Rang drei und erreichte das Finale der Coppa Italia, das man im heimischen Olympiastadion mit 1:2 nach Verlängerung gegen Juventus verlor. In den Play-offs der Qualifikation zur UEFA Champions League 2015/16 scheiterte Pioli mit Lazio 1:3 im Gesamtergebnis an Bayer 04 Leverkusen. Dementsprechend trat man in der Europa League an, in der Lazio im Achtelfinale Sparta Prag unterlag. Am 3. April 2016 wurde Pioli nach dem mit 1:4 verlorenen Derby della Capitale gegen die AS Rom am 31. Spieltag der Serie A 2015/16 freigestellt. Lazio lag zu diesem Zeitpunkt auf Tabellenplatz acht. Sein Nachfolger wurde Simone Inzaghi.
Im November 2016 wurde Stefano Pioli als Nachfolger Frank de Boers bei Inter Mailand vorgestellt. Er führte die zuvor ins Mittelfeld der Tabelle abrutschte Mannschaft mit zwölf Siegen in den ersten 16 Ligapartien in die Europokalplätze. Nach nur zwei Punkten aus den letzten sieben Spielen der Saison 2016/17, Abschlussrang sieben und damit dem Verpassen der Qualifikation für die europäischen Wettbewerbe, stellte Inter Mailand Pioli im Mai 2017 frei.
Vom 6. Juni 2017 bis zum 9. April 2019 war Pioli Cheftrainer der AC Florenz, für die er die meisten Spiele als Aktiver absolviert hatte. Er führte die Fiorentina 2017/18 auf Tabellenplatz acht. Nach der 0:1-Heimniederlage gegen den Tabellenvorletzten Frosinone Calcio am 31. Spieltag der Saison 2018/19 trat Pioli als Trainer der AC Florenz zurück.

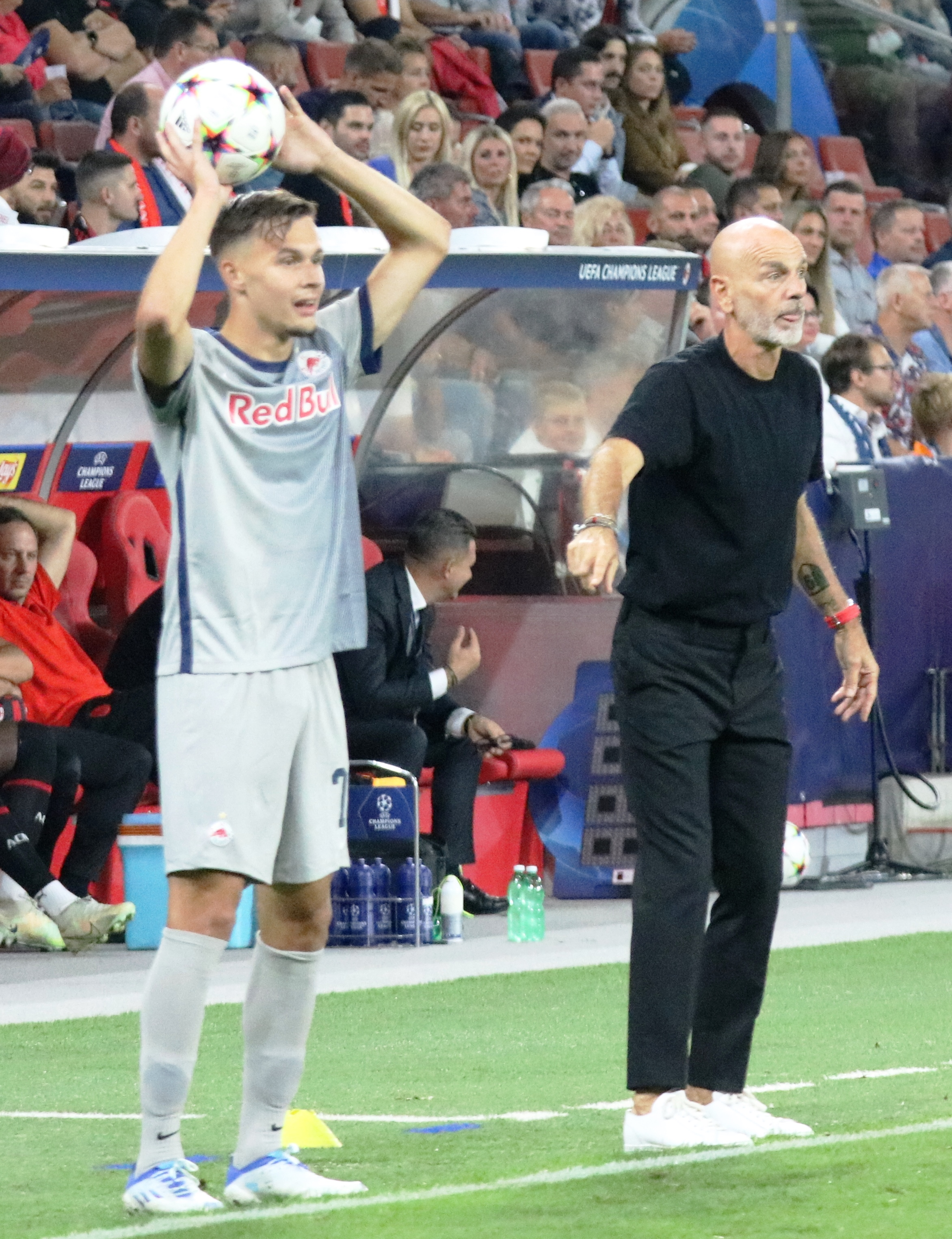
Stefano Pioli beim Spiel gegen den FC Red Bull Salzburg (2022)

Nachdem Marco Giampaolo am 8. Oktober 2019 bei der AC Mailand von seinen Aufgaben entbunden worden war, wurde Pioli dessen Nachfolger. Bis zur Saisonunterbrechung aufgrund der COVID-19-Pandemie im März 2020 zeigte Milan auch unter Pioli nur durchwachsene Leistungen. Nach dem Restart der Liga im Juni legte Pioli mit den Rossoneri eine beeindruckende Serien hin und verlor saisonübergreifend bis zur 1:3-Niederlage gegen Juventus Turin am 6. Januar 2021 kein einziges Spiel in der Serie A. Für diese Leistung wurde Pioli von der italienischen Sport-Tageszeitung La Gazzetta dello Sport zu Italiens Trainer des Jahres 2020 ausgezeichnet. Pioli und die AC Mailand beendeten die Spielzeit 2020/21 auf dem zweiten Tabellenplatz und qualifizierten sich erstmals seit 2013 wieder für die UEFA Champions League. Auch in seiner dritten Saison bei Milan ging die positive Entwicklung weiter und Pioli gewann mit den Mailändern die italienische Meisterschaft. Im Laufe dieser erfolgreichen Spielzeit 2021/22 wurde Pioli dreimal zum Trainer des Monats ausgezeichnet und zum Saisonende folgte auch die Auszeichnung für den besten Trainer der Saison. In der Saison 2022/23 waren die Mailänder in der Titelverteidigung gegen die SSC Neapel chancenlos und beendeten die Saison auf dem vierten Tabellenplatz, dadurch qualifizierte sich der Verein zum dritten Mal in Folge für die Champions League. In der UEFA Champions League 2022/23 überraschte Pioli mit seinem Team. Man setzte sich im Achtelfinale gegen die Tottenham Hotspur und im Viertelfinale gegen die SSC Neapel durch. Im Halbfinale schied man ausgerechnet gegen den Stadtrivalen Inter Mailand aus dem Wettbewerb aus. Nach Tabellenrang vier 2022/23 und zwei 2023/24 beendeten die AC Mailand und Pioli nach insgesamt 240 Partien im Mai 2024 die Zusammenarbeit.
Mitte September 2024 wurde Stefano Pioli als neuer Cheftrainer des al-Nassr FC in Saudi-Arabien vorgestellt. In der Liga verpasste es seine Mannschaft, mit der Tabellenspitze und damit dem Meisterschaftskampf mitzuhalten, und auch im Pokal schied man bereits im Achtelfinale gegen al-Taawoun aus. Hinzu kam das enttäuschende Aus im Halbfinale der AFC Champions League Elite gegen den japanischen Vertreter Kawasaki Frontale, was schließlich dazu führte, dass die Amtszeit von Pioli zum Ende der Saison 2024/25 vorzeitig beendet wurde.
Zur neuen Saison wurde er im Juli 2025 erneut Cheftrainer der AC Florenz.

### Erfolge
AC Mailand
- Italienische Meisterschaft: 2021/22

Persönliche Auszeichnungen
- Gazzetta Sports Award: Italiens Trainer des Jahres 2020
- Trainer der Saison der Serie A: 2021/22
- Italiens Fußballtrainer des Jahres: 2022
- Panchina d’Oro der FIGC (Trainer des Jahres): 2021/22[16]
- Premio Bulgarelli Number 8 – Bester Trainer der Serie A: 2021/22
- Trainer des Monats der Serie A (3): Oktober 2021, März 2022 und Mai 2022
- Trainer des Monats der Saudi Professional League: Januar 2025[17]

## Familie
Sein Sohn Gianmarco Pioli ist seit der Trainerstation bei Inter Mailand (November 2016) als Spielanalyst und Videoanalyst ein fester Bestandteil im Trainerteam von Pioli.